# Oselstraße
Die Oselstraße, ursprünglich Richard-Wagner-Straße genannt, wurde 1947 nach dem Politiker Heinrich Osel (1863–1919) benannt. Sie ist eine Straße in den Münchner Stadtteilen Pasing und Obermenzing, die ab 1892 im Rahmen der Entwicklung der Villenkolonie Pasing I angelegt wurde. Sie beginnt am Wensauerplatz und endet an der Marsopstraße.

## Geschichte
Die Oselstraße ist die westliche Begrenzung der Kolonie, sie ist östlich mit meist kleinen historistischen Villen, weitgehend mit den Typenbauten aus dem Büro August Exter, bebaut. Die Bebauung der Westseite, die erst 1905 begann, blieb zunächst lückenhaft und wurde erst nach und nach ergänzt. Das Schulhaus (Nr. 21) von Richard Riemerschmid bildet hier einen Schwerpunkt, der sich durch weitere Gebäude der Schule in den letzten Jahrzehnten veränderte.  

## Baudenkmäler
- Oselstraße 20 (Villa)
- Grundschule (Nr. 21)
- Oselstraße 28 (Villa)
- Oselstraße 31 (ehemalige Reihenhausgruppe)
- Oselstraße 33 (Villa)
- Oselstraße 35 (Villa)
- Oselstraße 36 (Villa)
- Oselstraße 38 (Villa)
- Oselstraße 40 (Villa)

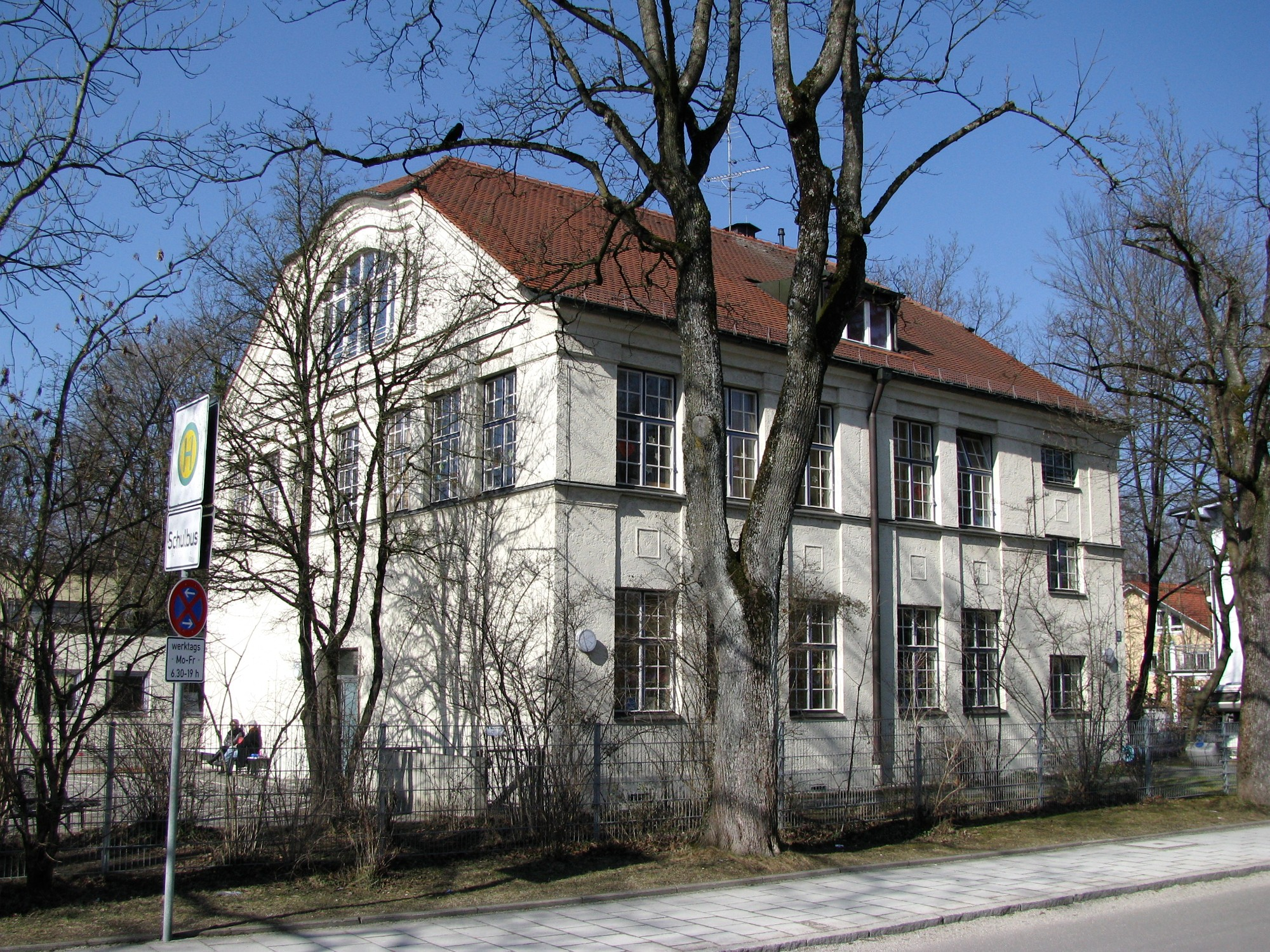
Grundschule (Altbau)
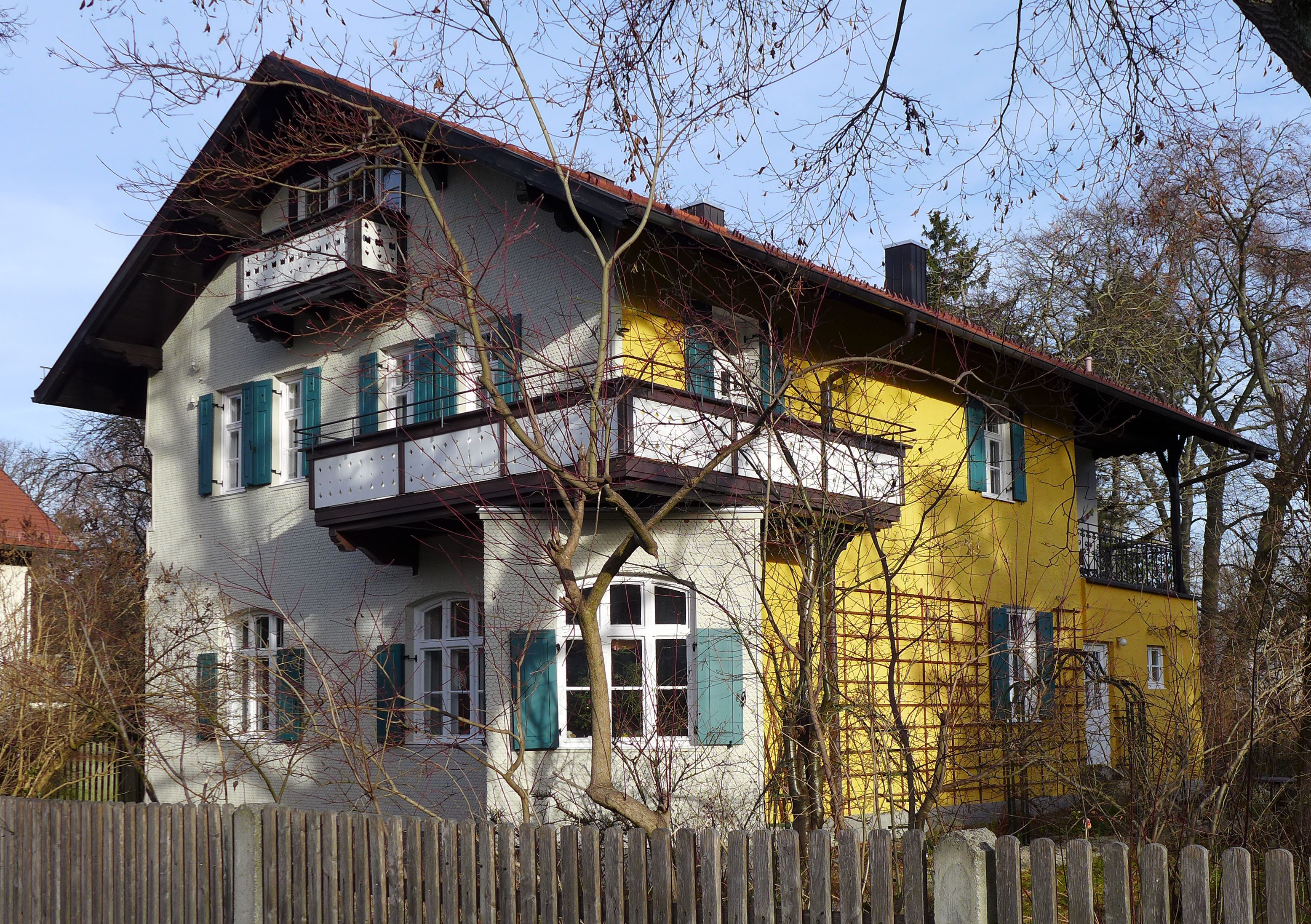
Oselstraße 28
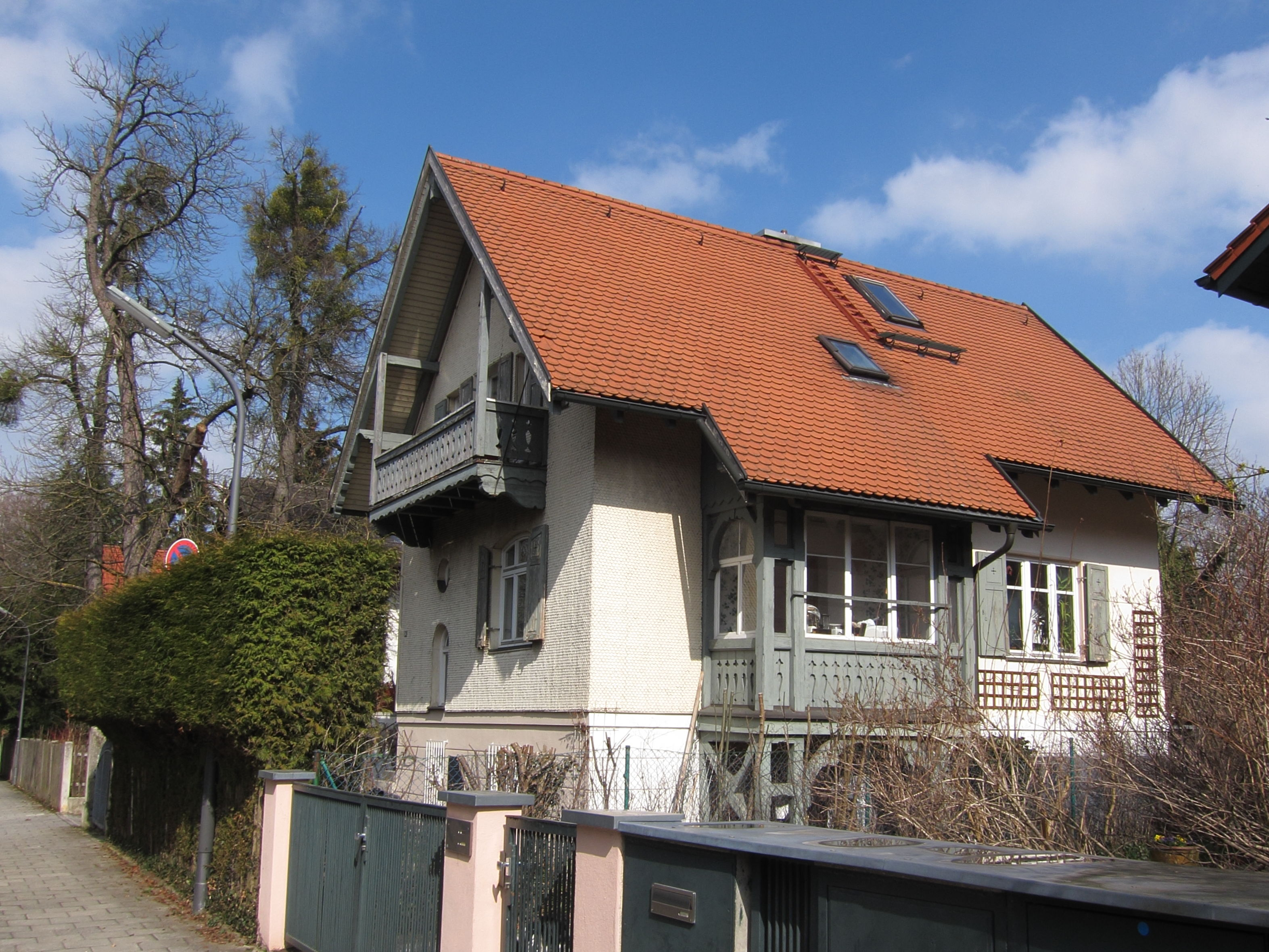
Oselstraße 36